# Diecezja Kurnool
Diecezja Kurnool – diecezja rzymskokatolicka w Indiach. Została utworzona w 1967 z terenu diecezji Nellore.

## Ordynariusze
- Joseph Rajappa † (1967–1988)
- Mathew Cheriankunnel,  (1988–1991)
- Johannes Gorantla † (1993–2007)
- Anthony Poola, (2008–2020)
- Johannes Gorantla (od 2024)